# 117-я танковая бригада
117-я танковая Унечская Краснознамённая  ордена Суворова бригада — танковая бригада Красной армии в годы Великой Отечественной войны.
Сокращённое наименование — 117 тбр.

## Боевой и численный состав
Бригада сформирована по штатам № 010/345-010/352 от 15.02.1942 г.:
- Управление бригады [штат № 010/345]
- 325-й отд. танковый батальон [штат № 010/346]
- 326-й отд. танковый батальон [штат № 010/346]
- Мотострелково-пулеметный батальон [штат № 010/347]
- Противотанковая батарея [штат № 010/348]
- Зенитная батарея [штат № 010/349]
- Рота управления [штат № 010/350]
- Рота технического обеспечения [штат № 010/351]
- Медико-санитарный взвод [штат № 010/352]

Директивой НКО № УФ2/2 от 01.01.1943 г. переведена на штаты №№ 010/270-010/277 от 31.07.1942 г.:
- Управление бригады [штат № 010/270]
- 325-й отд. танковый батальон [штат № 010/271]
- 326-й отд. танковый батальон [штат № 010/272]
- Мотострелково-пулеметный батальон [штат № 010/273]
- Истребительно-противотанковая батарея [штат № 010/274]
- Рота управления [штат № 010/275]
- Рота технического обеспечения [штат № 010/276]
- Медико-санитарный взвод [штат № 010/277]

Директивой ГШКА № орг/3/2336 от 28.03.1944 г. переведена на штаты №№ 010/500-010/506:
- Управление бригады [штат № 010/500]
- 1-й отд. танковый батальон [штат № 010/501], до 23.12.1944 - 325-й отд. танковый батальон
- 2-й отд. танковый батальон [штат № 010/501], до 23.12.1944 - 326-й отд. танковый батальон
- 3-й отд. танковый батальон [штат № 010/501]
- Моторизованный батальон автоматчиков [штат № 010/502]
- Зенитно-пулеметная рота [штат № 010/503]
- Рота управления [штат № 010/504]
- Рота технического обеспечения [штат № 010/505]
- Медсанвзвод [штат № 010/506]

## Подчинение
Периоды вхождения в состав Действующей армии:
- с 04.06.1942 по 01.09.1942 года.
- с 23.09.1942 по 06.01.1943 года.
- с 17.03.1943 по 11.03.1944 года.
- с 11.06.1944 по 09.05.1945 года.

| Дата            | Фронт (округ)             | Армия                  | Корпус              | Дивизия | Бригада | Примечания |
| --------------- | ------------------------- | ---------------------- | ------------------- | ------- | ------- | ---------- |
| 01.03.1942 года | Уральский военный округ   |                        |                     |         |         |            |
| 01.04.1942 года | Уральский военный округ   |                        |                     |         |         |            |
| 01.05.1942 года | Уральский военный округ   |                        |                     |         |         |            |
| 01.06.1942 года | Уральский военный округ   |                        |                     |         |         |            |
| 01.07.1942 года | Московский военный округ  |                        |                     |         |         |            |
| 01.08.1942 года | Северо-западный фронт     | 11-я армия             |                     |         |         |            |
| 01.09.1942 года | Северо-западный фронт     |                        |                     |         |         |            |
| 01.10.1942 года | Московский военный округ  |                        |                     |         |         |            |
| 01.11.1942 года | Юго-западный фронт        | 5-я танковая армия     | 1-й танковый корпус |         |         |            |
| 01.12.1942 года | Юго-западный фронт        | 5-я танковая армия     | 1-й танковый корпус |         |         |            |
| 01.01.1943 года | Юго-западный фронт        | 5-я танковая армия     | 1-й танковый корпус |         |         |            |
| 01.02.1943 года | Приволжский военный округ |                        | 1-й танковый корпус |         |         |            |
| 01.03.1943 года | РВГК                      |                        | 1-й танковый корпус |         |         |            |
| 01.04.1943 года | Западный фронт            |                        | 1-й танковый корпус |         |         |            |
| 01.05.1943 года | Западный фронт            |                        | 1-й танковый корпус |         |         |            |
| 01.06.1943 года | Западный фронт            |                        | 1-й танковый корпус |         |         |            |
| 01.07.1943 года | Западный фронт            |                        | 1-й танковый корпус |         |         |            |
| 01.08.1943 года | Брянский фронт            | 11-я гвардейская армия | 1-й танковый корпус |         |         |            |
| 01.09.1943 года | Брянский фронт            |                        | 1-й танковый корпус |         |         |            |
| 01.10.1943 года | Брянский фронт            |                        | 1-й танковый корпус |         |         |            |
| 01.11.1943 года | 2-й Прибалтийский фронт   |                        | 1-й танковый корпус |         |         |            |
| 01.12.1943 года | 1-й Прибалтийский фронт   | 11-я гвардейская армия | 1-й танковый корпус |         |         |            |
| 01.01.1944 года | 1-й Прибалтийский фронт   | 11-я гвардейская армия | 1-й танковый корпус |         |         |            |
| 01.02.1944 года | 1-й Прибалтийский фронт   | 11-я гвардейская армия | 1-й танковый корпус |         |         |            |
| 01.03.1944 года | 1-й Прибалтийский фронт   | 11-я гвардейская армия | 1-й танковый корпус |         |         |            |
| 01.04.1944 года | РВГК                      |                        | 1-й танковый корпус |         |         |            |
| 01.05.1944 года | РВГК                      |                        | 1-й танковый корпус |         |         |            |
| 01.06.1944 года | РВГК                      |                        | 1-й танковый корпус |         |         |            |
| 01.07.1944 года | 1-й Прибалтийский фронт   |                        | 1-й танковый корпус |         |         |            |
| 01.08.1944 года | 1-й Прибалтийский фронт   | 2-я гвардейская армия  | 1-й танковый корпус |         |         |            |
| 01.09.1944 года | 1-й Прибалтийский фронт   | 51-я армия             | 1-й танковый корпус |         |         |            |
| 01.10.1944 года | 1-й Прибалтийский фронт   | 2-я гвардейская армия  | 1-й танковый корпус |         |         |            |
| 01.11.1944 года | 3-й Прибалтийский фронт   |                        | 1-й танковый корпус |         |         |            |
| 01.12.1944 года | 3-й Прибалтийский фронт   |                        | 1-й танковый корпус |         |         |            |
| 01.01.1945 года | 3-й Прибалтийский фронт   |                        | 1-й танковый корпус |         |         |            |
| 01.02.1945 года | 3-й Прибалтийский фронт   |                        | 1-й танковый корпус |         |         |            |
| 01.03.1945 года | 3-й Белорусский фронт     |                        | 1-й танковый корпус |         |         |            |
| 01.04.1945 года | 3-й Белорусский фронт     |                        | 1-й танковый корпус |         |         |            |
| 01.05.1945 года | 3-й Белорусский фронт     |                        | 1-й танковый корпус |         |         |            |

## Командиры

### Командиры бригады
- Петровский, Константин Остапович, старший батальонный комиссар, врид, (05.03.1942 — 10.04.1942);
- Нэмме, Август Андреевич, полковник, (09.04.1942 — 28.05.1942)[1];
- Диков, Константин Иванович[2], подполковник, (05.06.1942 — 18.09.1942)[3];
- Фёдоров, Дмитрий Ильич[4], подполковник, с 22.05.1943 полковник (18.09.1942 — 26.05.1943)[5];
- Земляков, Василий Иванович, подполковник, ид, (26.05.1943 — 31.05.1943);
- Воронков, Александр Сергеевич, подполковник (убыл на лечение), ид, (00.06.1943 — 29.02.1944)[6];
- Вакин, Владимир Григорьевич[7], майор, врид, (01.03.1944 — 24.04.1944);
- Петров Иван Павлович, майор, врид, (24.04.1944 — 11.05.1944);
- Петровский, Константин Остапович, полковник (16.06.1944 ранен), (25.04.1944 — 16.06.1944)[8];
- Вакин Владимир Григорьевич, майор, врид, (17.06.1944 — 18.06.1944);
- Берзин, Артур Янович, полковник (14.01.1945 тяжело ранен), (19.07.1944 — 14.01.1945)[9];
- Халаев, Александр Иванович[10], подполковник, (16.01.1945 — 07.03.1945)
- Вакин Владимир Григорьевич, майор, врид, (08.03.1945 — 11.03.1945);
- Халаев Александр Иванович, подполковник (в апреле 1945 убыл на лечение), (12.03.1945 — 17.04.1945).

### Начальники штаба бригады
- Каузов, батальонный комиссар, 00.04.1942 - 00.05.1942 года.[11]
- Бердев, майор, 00.06.1942 - 00.07.1942 года.[12]
- Сазонов Пётр Иванович, майор, 00.08.1942 - 00.08.1943 года.[13]
- Петров Иван Павлович, майор, с 20.06.1944 подполковник (18.09.1944 погиб в бою), 13.08.1943 - 18.09.1944 года.[14]
- Морозов Иван Степанович, майор, 00.10.1944 - 01.08.1945 года.[15]

### Заместитель командира бригады по строевой части
- Федоров Дмитрий Ильич, майор, 24.05.1942 - 18.09.1942 года.
- Шевцов Андрей Семёнович, майор, 00.11.1942 - 31.04.1943 года.
- Симаченко Иосиф Александрович, подполковник, на март 1943 года.
- Вакин Владимир Григорьевич, майор, с 05.10.1945 подполковник (ранен и убыл в госпиталь), 00.01.1944 - 00.04.1945 года.

### Начальник политотдела, заместитель командира по политической части
- Чибизов Анатолий Кузьмич, батальон. комиссар, с 08.12.1942 майор, с 24.03.1943 подполковник, с 19.09.1944 полковник, 19.03.1942 - 07.12.1944 года
- Медник Шлема Иосифович, подполковник, 07.12.1944 - 14.07.1945 года.

## Боевой путь

### 1944
С 18 по 23 сентября 1944 года за время ожесточённых боев в районе Добеле бригадой отражен натиск танков и пехоты противника, сожжено и подбито 53 танка, 8 орудий, а также уничтожено до 500 солдат и офицеров, отбито 23 атаки противника.

## Отличившиеся воины

### Герои Советского Союза
| Награда | Ф.И.О                             | Должность                                         | Звание                    | Дата награждения                                           | Примечания |
| ------- | --------------------------------- | ------------------------------------------------- | ------------------------- | ---------------------------------------------------------- | ---------- |
|         | Антонов, Иван Николаевич          | командир танковой роты 326-го танкового батальона | капитан                   | Указ Президиума Верховного Совета СССР от 24.04.1944 года. | Посмертно  |
|         | Баби, Владимир Зиновьевич         | командир танкового батальона                      | майор                     | Указ Президиума Верховного Совета СССР от 24.03.1945 года. | Посмертно  |
|         | Басенков, Пётр Харитонович        | механик-водитель танка 326 танкового батальона    | старший сержант           | Указ Президиума Верховного Совета СССР от 24.03.1945 года. |            |
|         | Величко, Валерий Фёдорович        | наводчик орудия танка 326 танкового батальона     | старший сержант           | Указ Президиума Верховного Совета СССР от 24.03.1945 года. | Посмертно  |
|         | Волков, Александр Иванович (1917) | командир танка                                    | лейтенант                 | Указ Президиума Верховного Совета СССР от 24.03.1945 года. | Посмертно  |
|         | Казарьян, Ашот Вагаршакович       | командир танкового батальона                      | капитан                   | Указ Президиума Верховного Совета СССР от 24.03.1945 года. |            |
|         | Мурашкин, Михаил Фёдорович        | командир танкового взвода                         | младший лейтенант         | Указ Президиума Верховного Совета СССР от 24.03.1945 года. |            |
|         | Плугатарь, Алексей Петрович       | командир танковой роты                            | гвардии старший лейтенант | Указ Президиума Верховного Совета СССР от 24.03.1945 года. | Посмертно  |
|         | Потеев, Николай Павлович          | командир танковой роты                            | лейтенант                 | Указ Президиума Верховного Совета СССР от 24.03.1945 года. |            |
|         | Рудык, Николай Мартынович         | командир танковой роты                            | старший лейтенант         | Указ Президиума Верховного Совета СССР от 24.04.1944 года. | Посмертно  |
|         | Чухарев, Вячеслав Фёдорович       | старший радист-пулеметчик                         | старший сержант           | Указ Президиума Верховного Совета СССР от 24.03.1945 года. |            |

## Награды и наименования
| Награда, наименование            | Документ о награждении                      | За что получена |
| -------------------------------- | ------------------------------------------- | --- |
| Почётное наименование "Унечская" | Приказ ВГК от 23.10.1943 года.              | В ознаменование одержанной победы и отличие в боях при освобождении г. Унеча |
| Орден Красного Знамени           | Приказ ВС СССР от 09.02.1945 года.          | За образцовое выполнение заданий командования в боях с немецкими захватчиками, за овладение городами Тильзит, Гросс, Скайсгиррен, Ауловенен, Жиллен, Каукемен и проявленные при этом доблесть и мужество |
| Орден Суворова II степени        | Указ Президиума ВС СССР от 31.10.1944 года. | За образцовое выполнение заданий командования в боях с немецкими захватчиками при прорыве обороны противника северо-западнее и юго-западнее Шауляй (Шавли) и проявленные при этом доблесть и мужество    |